# Andirio
Andirio (gr. Αντίρριο; stgr. Ἀντίρριον, Antirrhion; łac. Antirrhium) – miejscowość portowa w zachodniej Grecji, nad Morzem Jońskim, na trasie drogi krajowej GR-5/E55 (Rio – Andirio – Mesolongi – Janina), w administracji zdecentralizowanej Peloponez, Grecja Zachodnia i Wyspy Jońskie, w regionie Grecja Zachodnia, w jednostce regionalnej Etolia-Akarnania, w gminie Nafpaktia. W 2011 roku liczyła 1018 mieszkańców.
Po zachodniej stronie cieśniny położona jest Zatoka Patraska, a po wschodniej – Zatoka Koryncka. W Andirio znajduje się północny przyczółek wybudowanego w 2004 roku mostu im. Charilaosa Trikupisa (długość 2,88 km), w miejscu historycznej przeprawy promowej przez cieśninę Rio-Andirio. Niezależnie od połączenia drogowego nadal funkcjonuje komunikacja promowa.
Na cyplu, po zachodniej stronie mostu znajduje się Kastro Rumelis, fort wenecki z XV wieku o wymiarach 250 m × 150 m.